# Brug 2402
Brug 2402 is een vaste brug in het dorp Sloten, dat behoort tot het in 2010 ingestelde Amsterdamse stadsdeel Amsterdam Nieuw-West. Ze ligt over een afwateringssloot langs de Sloterweg. 

## Speeltuin Sloten
Aan de Sloterweg werd vlak voordat Sloten in 1921 ingelijfd werd bij de gemeente Amsterdam een speeltuin opgericht door bewoners en winkeliers. Het werd steeds drukker in het dorp en dat vroeg om een veilige plaats voor kinderen om te spelen. De speeltuin is nog niet te zien op een foto uit circa 1910. Eind 1921 werd het initiatief genomen en kort daarop werd op een weiland de speeltuin geopend. De speeltuin is mede zo rustig omdat tussen het terrein en de openbare weg er een ontwateringssloot ligt. Er stond al vlot een verenigingsgebouwtje. Op een luchtfoto gemaakt tussen 1920 en 1940 is de speeltuin inclusief bruggetje over de sloot wel zichtbaar. Het gebouwtje brandde in 1931 af, werd weer opgetrokken, maar werd tijdens de Tweede Wereldoorlog gevorderd door de bezetter. Na de oorlog ging het de speeltuinvereniging wisselend, afhankelijk van voldoende kinderen in de buurt. In 2016 kon het desalniettemin haar 95-jarig jubileum vieren. Het terrein werd wederom opgeknapt. 

## Brug 2402
Om het terrein op de komen werd vermoedelijk al snel een brug over de sloot gelegd. Op kaarten van de gemeente Amsterdam verscheen een brug 26P, een aanduiding van bruggen in Amsterdam, die niet onder het beheer van de gemeente vielen. In dit geval staat de P waarschijnlijk voor particulier. De brug kreeg later een “echt” Amsterdamse brugnummer 2402. Die brug droeg hekwerken die doorliepen tot over de balustraden/leuning om het inklimmen te bemoeilijken. Het bruggetje raakte enigszins in verval. Bij het opknappen van het terrein en gebouwen werd in augustus 2018 ook de brug onderhanden genomen. Ze kreeg betonnen landhoofden met daartussen houten draagbalken waarop houten planken.  

## Afbeeldingen

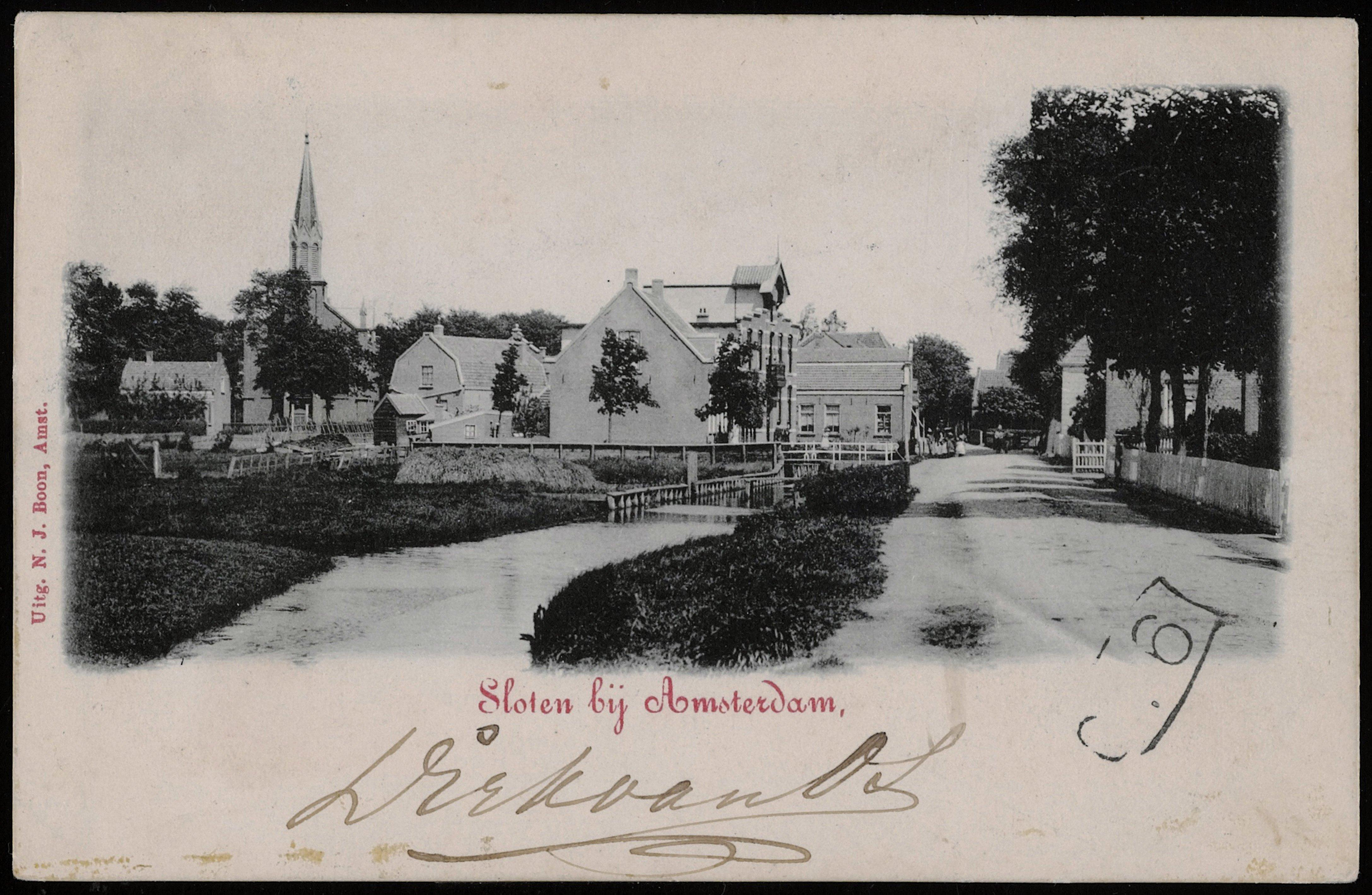
Foto 1910
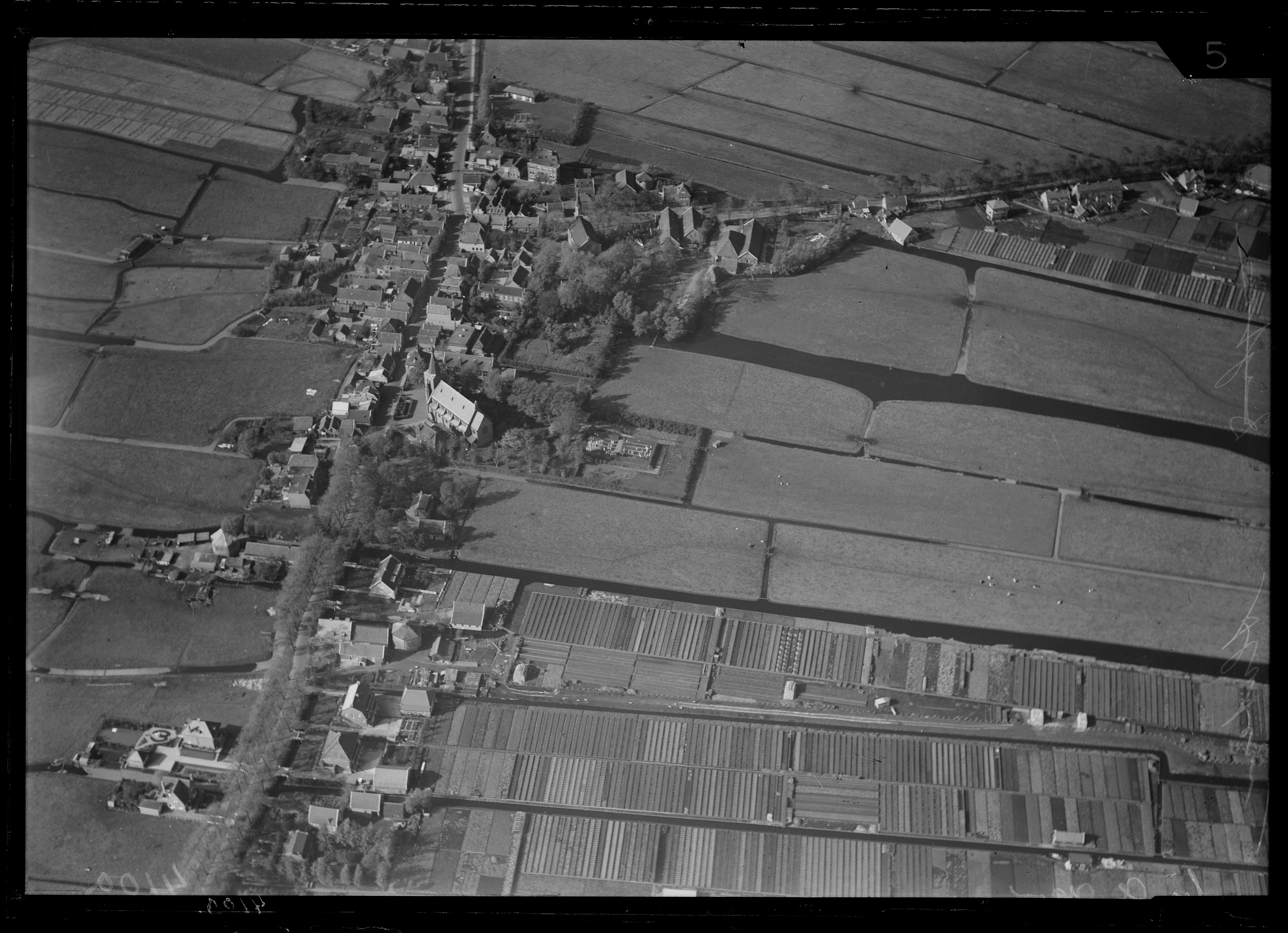
Luchtfoto tussen 1920-1940, speeltuin aan de bovenzijde, wit gebouwtje
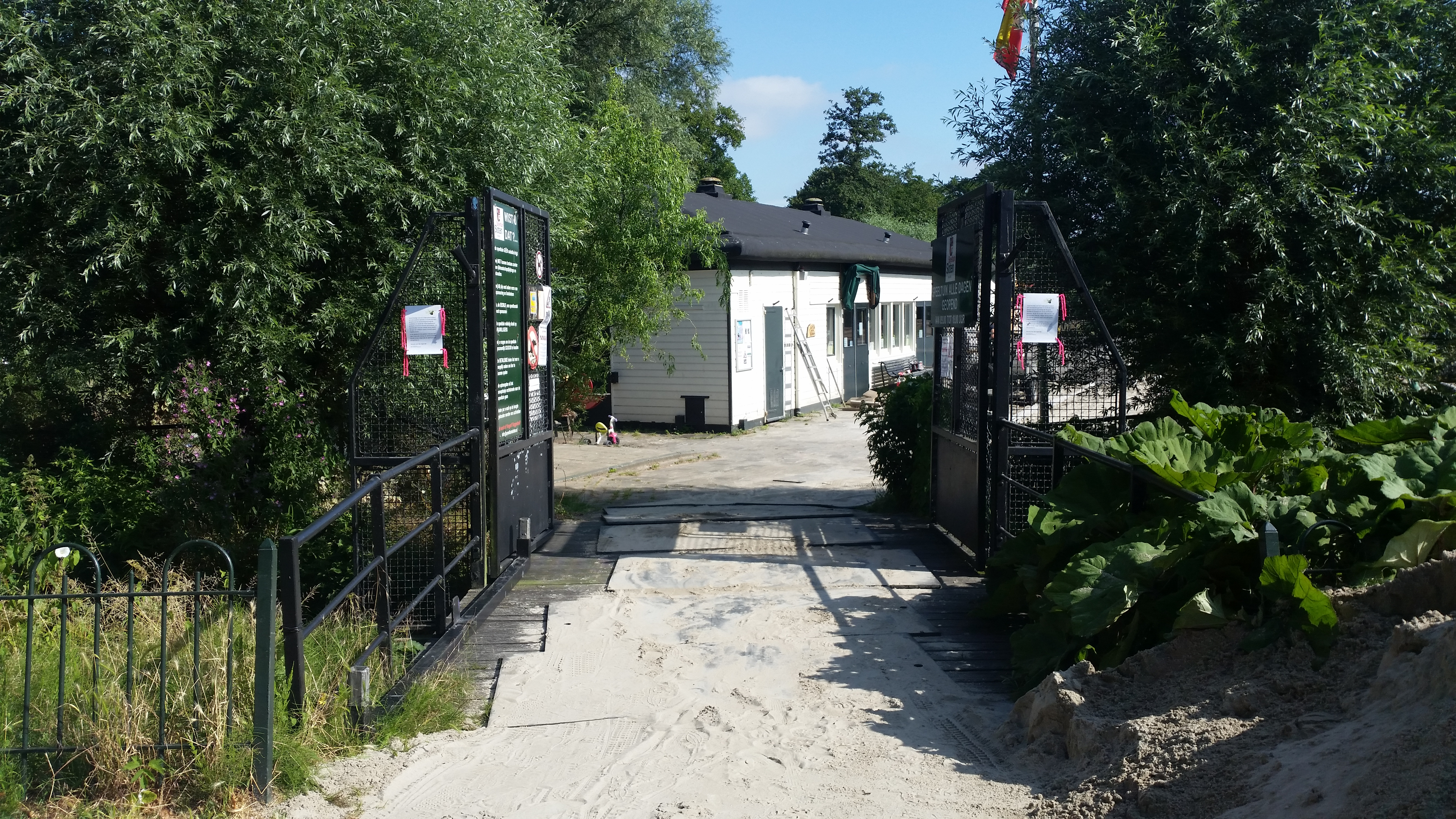
Brug 2402 (juni 2018)

2400 · 2401 · 2402 · 2403 · 2404 · 2405 · 2406 · 2407 · 2408 · 2409 ·  2410 · 2411 · 2412 · 2413 · 2414 · 2415 · 2421 · 2422 · 2423 · 2424 · 2425 · 2426 · 2427 · 2428 · 2429 · 2430 · 2431 · 2432 · 2433 · 2434 · 2435 · 2436 · 2437 · 2438 · 2439 · 2441 · 2451-2453 · 2454 · 2455 · 2456 · 2457 · 2459 · 2461 · 2462 · 2468 · 2469 · 2470 · 2471 · 2472 · 2473 · 2474 · 2475 · 2476 · 2477 · 2478 · 2480 · 2481 · 2482 · 2483 · 2484 · 2485 · 2486 · 2487 · 2488 · 2489 · 2490 · 2491 · 2492 · 2493 · 2494-2499
Brugnummers 2416, 2417, 2418, 2419, 2420, 2441, 2442, 2443, 2444,  2445, 2446, 2447, 2448, 2449, 2450, 2458, 2460, 2463, 2464, 2465, 2466, 2467, 2479 zijn niet vergeven.